# 1972年ミュンヘンオリンピックのブラジル選手団
1972年ミュンヘンオリンピックのブラジル選手団（1972ねんミュンヘンオリンピックのブラジルせんしゅだん）は、1972年8月26日から9月11日にかけて西ドイツのミュンヘンで開催された1972年ミュンヘンオリンピックのブラジル選手団、およびその競技結果。

## 概要
今大会は銅メダル2個、合計2個のメダルを獲得した。

## メダル
| メダル | 選手名                 | 競技 | 種目           |
| ------ | ---------------------- | ---- | -------------- |
| 銅     | ネルソン・プルデンシオ | 陸上 | 男子三段跳     |
| 銅     | チアキ・イシイ         | 柔道 | 男子93kg以下級 |